# Evgenij Ivanovič Alekseev
Evgenij Ivanovič Alekseev, in russo Евгений Иванович Алексеев? (San Pietroburgo, 13 maggio 1843 – Jalta, 27 maggio 1917), è stato un ammiraglio russo.

## Biografia
Dapprima contrammiraglio, decollò verso il successo allo scoppio della Prima guerra sino-giapponese, quando fu inviato a presidiare il Pacifico con una grande squadra. Nominato nel 1897 viceammiraglio, fu spostato nel Mar Nero. Responsabile dello Shandong durante la Ribellione dei Boxer, divenne ammiraglio nel 1903. Promosso poi aiutante di campo zarista e luogotenente generale, fu comandante supremo durante la Guerra russo-giapponese.